# Good Girl Gone Bad: The Remixes
Good Girl Gone Bad: The Remixes là album phối lại đầu tiên của nữ ca sĩ gốc Barbados Rihanna. Nó được phát hành ngày 27 tháng 1 năm 2009 bởi hãng đĩa Def Jam Recordings. Album là tổng hợp những bản phối lại của ccs bài hát trong album phòng thu thứ ba của cô, Good Girl Gone Bad (2007) và bản phát hành lại của nó năm 2008, Good Girl Gone Bad: Reloaded.

## Danh sách bài hát
| STT              | Nhan đề                                                   | Sáng tác                                                                          | Producer(s)                                | Thời lượng |
| ---------------- | --------------------------------------------------------- | --------------------------------------------------------------------------------- | ------------------------------------------ | ---------- |
| 1.               | "Umbrella" (featuring Jay-Z) (Seamus Haji & Paul Emanuel) | Shawn Carter Kuk Harrell Terius Nash Christopher "Tricky" Stewart                 | Tricky Stewart Seamus Haji ^ Paul Emanuel^ | 3:58       |
| 2.               | "Disturbia" (Jody den Broeder)                            | Robert Allen Andre Merritt Chris Brown Brian Kennedy                              | Brian Kennedy Jody den Broeder^            | 3:52       |
| 3.               | "Shut Up and Drive" (Wideboys)                            | Carl Sturken Evan Rogers Bernard Sumner Peter Hook Stephen Morris Gillian Gilbert | Sturken Rogers Wideboys ^                  | 3:39       |
| 4.               | "Don't Stop the Music" (Wideboys**)                       | Mikkel S. Eriksen Tor Erik Hermansen Tawanna Dabney Michael Jackson               | Stargate Wideboys^                         | 3:10       |
| 5.               | "Take a Bow" (Tony Moran & Warren Rigg)                   | Hermansen Eriksen Shaffer Smith                                                   | Stargate Ne-Yo Tony Moran ^ Warren Rigg^   | 4:02       |
| 6.               | "Breakin' Dishes" (Soul Seekerz)                          | Stewart Terius Nash                                                               | Stewart Soul Seekerz ^                     | 3:19       |
| 7.               | "Hate That I Love You" (featuring Ne-Yo) (K-Klassic)      | Smith Eriksen Hermansen                                                           | Stargate K-Klass ^                         | 3:58       |
| 8.               | "Question Existing" (Wideboys)                            | Smith Shea Taylor Carter                                                          | Shea Taylor Ne-Yo* Wideboys^               | 3:40       |
| 9.               | "Push Up on Me" (Moto Blanco)                             | Jonathan Rotem Makeba Riddick Lionel Richie Cynthia Weil                          | J. R. Rotem Moto Blanco ^                  | 3:28       |
| 10.              | "Good Girl Gone Bad" (Soul Seekerz)                       | Smith Hermansen Eriksen Lene Marlin                                               | Stargate Soul Seekerz^                     | 3:29       |
| 11.              | "Say It" (Soul Seekerz)                                   | Riddick Quaadir Atkinson Ewart Brown Clifton Dillon Sly Dunbar Brian Thompson     | Neo Da Matrix Soul Seekerz^                | 4:21       |
| 12.              | "Umbrella" (featuring Jay-Z) (Lindberg Palace)            | Carter Harrell Nash Stewart                                                       | Stewart Lindbergh Palace^                  | 3:53       |
| Tổng thời lượng: | Tổng thời lượng:                                          | Tổng thời lượng:                                                                  | Tổng thời lượng:                           | 44:48      |

## Xếp hạng
| Bảng xếp hạng (2009)       | Vị trí cao nhất |
| -------------------------- | --------------- |
| Album Ba Lan (ZPAV)        | 32              |
| Mỹ Billboard 200           | 106             |
| Mỹ Dance/Electronic Albums | 4               |
| Mỹ Top R&B/Hip-Hop Albums  | 59              |

| Bảng xếp hạng (2009)       | Vị trí |
| -------------------------- | ------ |
| US Dance/Electronic Albums | 22     |